# Търновски Пандекти
Търновските Пандекти са среднобългарски хартиен препис на втория (търновски) славянски превод на „Пандекти“ („Тълкувания на Господните заповеди“) – монашеска настолна книга, съставена през XI век от византийския църковен писател Никон Черногорец.
В него има собственоръчен подпис на търновския патриарх Теодосий II Патриарх Български (1348 – 1363), дарил книгата на Зографския манастир. По неизвестен път тя е била изнесена от обителта и сега се пази, разделена на две части, в Санкт Петербург (Архив на Петербургското отделение на Института по руска история, колл. 238, оп. 1, е.х. 502) и Москва (Руска държавна библиотека, собр. Е. Е. Егорова, № 1).